# Starîkî, Horohiv
Starîkî (în ucraineană Старики) este un sat în comuna Peremîl din raionul Horohiv, regiunea Volînia, Ucraina.

## Demografie
Componența lingvistică a localității Starîkî
     Ucraineană (99,16%)
     Alte limbi (0,67%)
Conform recensământului din 2001, majoritatea populației localității Starîkî era vorbitoare de ucraineană (99,16%), existând în minoritate și vorbitori de alte limbi.